# Хилл, Марк (музыкант)
Марк Лесли Хилл (англ. Mark Leslie Hill; род. 22 декабря 1972 года, Кумбран, Уэльс) — валлийский музыкант, автор песен и музыкальный продюсер. Он прославился как участник группы Artful Dodger и соавтор и продюсер мультиплатинового дебютного студийного альбома Крейга Дэвида Born to Do It (2000). С тех пор, как он начал выпускать музыку в 1997 году, Хилл получил четыре премии Айвора Новелло, альбом номер один, два сингла номер один и более 10 миллионов проданных записей по всему миру.

## Биография
Хилл получил свою первую гитару в восемь лет; он играл под радио и погружался в песни таких исполнителей, как Стиви Уандер и Джордж Бенсон. В ранние годы и подростковом возрасте Хилл играл на барабанах в духовых оркестрах, рок-группах и оркестрах, но планировал учиться на архитектора. После того, как его учитель музыки и дядя убедили его также изучать музыку (и поскольку перспектива семилетнего обучения становилась все менее привлекательной), Хилл переехал в Саутгемптон, чтобы изучать музыку в университете. После того, как он присоединился к группе в качестве перкуссиониста, он и бас-гитарист из группы решили заняться совместным бизнесом, открыв студию звукозаписи. Именно во время короткого периода торговли студией Хилл познакомился со вторым участником Artful Dodger, Питом Деверо. Они выпустили несколько бутлегов speed garage, и, работая диджеями, познакомились с Крейгом Дэвидом.

## Карьера
Artful Dodger записали «Re-Rewind (The Crowd Say Bo Selecta)» с Крейгом Дэвидом на вокале. Он был выпущен Relentless Records после подписания трека с Public Demand, и он достиг второго места в UK Singles Chart в 1999 году.
Artful Dodger продолжили создавать успешные треки после успеха «Re-Rewind», «Movin’ Too Fast» (при участии Ромины Джонсон), который был записан Locked on Records и «Woman Trouble» (при участии Крейга Дэвида и Робби Крейга), который был записан на лейбле Пита Тонга FFRR. За этим последовал дебютный студийный альбом It’s All About the Stragglers. В 2001 году это воплощение Artful Dodger закончилось. Работая над альбомом Artful Dodger, Хилл основал и управлял лейблом звукозаписи под управлением Universal Records, совместно с Люцианом Грейнджем, известным как Sound Proof.
После завершения Born to Do It Крейга Дэвида, Хилл купил дом на Ибице и открыл там собственную студию. Он начал работать с Дэвидом над его вторым студийным альбомом, живя и работая диджеем на острове. Хилл сохранил интерес к развитию молодых талантов в Великобритании и сформировал The stiX, живую группу, в которую вошли Мишель Эскоффери, Lifford и Корин Бэйли Рэй.
Хилл впоследствии сделал перерыв в музыке, женился, завел троих детей и сосредоточился на других деловых предприятиях. Музыка стала скорее развлечением, чем карьерой, но он вернулся в студию в конце 2000-х. К 2011 году Хилл вернулся как Artful, выпуская новую музыку на собственном лейбле Workhouse Records.
11 ноября 2011 года Марк вместе с Ридни были приглашены Мэттом «Продюсером Мэттом» Оклендом присоединиться к Voice FM, представив новое двухчасовое танцевальное музыкальное шоу. Global House Party (ранее известное как Artful & Ridney Show) выходит в эфир каждую пятницу в Саутгемптоне на частоте 103,9 Voice FM и транслируется по всему миру на 15 станциях в шести странах. Это закончилось после 300+ эпизодов 1 мая 2018 года после смерти Мэтта «Продюсера Мэтта» Окленда.

## Дискография

### Альбомы
- Rewind (март 2000) Mix CD
- It’s All About the Stragglers (ноябрь 2000) No. 18 UK[1]

### Синглы
| Год  | Название                                                               | Строчки в хит-парадах | Альбом                        |
| Год  | Название                                                               | UK Singles Chart      | Альбом                        |
| ---- | ---------------------------------------------------------------------- | --------------------- | ----------------------------- |
| 1997 | «The Revenge of Popeye»                                                | —                     | Внеальбомный сингл            |
| 1997 | «Something» (при участии Крейга Дэвида)                                | —                     | Внеальбомный сингл            |
| 1998 | «If You Love Me» — Mark Hill                                           | —                     | Внеальбомный сингл            |
| 1998 | «The Messenger»                                                        | —                     | Внеальбомный сингл            |
| 1998 | «What You Gonna Do» (при участии Крейга Дэвида)                        | 2                     | It’s All About the Stragglers |
| 1999 | «Movin’ Too Fast» (при участии Ромины Джонсон)                         | 2                     | It’s All About the Stragglers |
| 1999 | «Re-Rewind (The Crowd Say Bo Selecta)» (при участии Крейга Дэвида)     | 2                     | It’s All About the Stragglers |
| 2000 | «Woman Trouble» (при участии Крейга Дэвида)                            | 6                     | It’s All About the Stragglers |
| 2000 | «Movin’ Too Fast (Remix)» (при участии Ромины Джонсон)                 | 2                     | It’s All About the Stragglers |
| 2000 | «Woman Trouble» (при участии Робби Крейга и Крейга Дэвида)             | 6                     | It’s All About the Stragglers |
| 2000 | «Please Don’t Turn Me On» (при участии Lifford)                        | 4                     | It’s All About the Stragglers |
| 2001 | «Think About Me» (при участии Мишель Эскоффери)                        | 11                    | It’s All About the Stragglers |
| 2001 | «TwentyFourSeven» (при участии Мелани Блэтт)                           | 6                     | It’s All About the Stragglers |
| 2001 | «It Ain’t Enough» (Dreem Teem, Coco Star vs. Artful Dodger)            | 20                    | It’s All About the Stragglers |
| 2002 | «Ladies» (при участии General Levy и Roachie)                          | —                     | Внеальбомные синглы           |
| 2003 | «Ruff Neck Sound» (при участии Richie Dan и Sevi G)                    | —                     | Внеальбомные синглы           |
| 2006 | «Flex» (при участии Vula)                                              | —                     | Внеальбомные синглы           |
| 2011 | «Could Just Be the Bassline» (при участии Kal Lavelle)                 | —                     | Внеальбомные синглы           |
| 2012 | «Do What We Do» (с Ридни при участии Аарона Джеймса Кэшелла)           | —                     | Внеальбомные синглы           |
| 2012 | «Rhapsody» (с Ридни)                                                   | —                     | Внеальбомные синглы           |
| 2013 | «Architect» (при участии Cairo)                                        | —                     | Unfinished Business EP        |
| 2013 | «Wasteman»                                                             | —                     | Unfinished Business EP        |
| 2013 | «He Loves Me» (при участии Терри Уокера)                               | —                     | Unfinished Business EP        |
| 2013 | «Quick»                                                                | —                     | Unfinished Business EP        |
| 2013 | «Planes, Trains & Migraines»                                           | —                     | Unfinished Business EP        |
| 2013 | «Missing You» (with Ridney featuring Terri Walker, co-written Donae'o) | —                     | Внеальбомный сингл            |